# Dimitrievich Atanáz
Dimitrievich Atanáz (18. század) ortodox lelkész.

## Élete
Szlovén-szerb származású, előbb Győrött és 1775 körül Bécsben a szerb lakosság papja s a császári és királyi szlovén nyomda könyvvizsgálója volt.

## Munkái
1. Sokrowjschtsche slawenskagho… Bécs… (Szláv nyelv kincstára)
2. Lexicon trejaz'iitschn'iy. Moszkva, 1755. (Háromnyelvű szótár)